# Wall Street (IRT/métro de New York)
Pour les articles homonymes, voir Wall Street (homonymie).
Wall Street est une station souterraine du métro de New York située dans le Financial District au sud de Manhattan. Elle est située sur l'une des lignes (au sens de tronçons du réseau) principales, l'IRT Broadway-Seventh Avenue Line (métros rouges), issue du réseau de l'ancienne Interborough Rapid Transit Company (IRT). Sur la base des chiffres 2012, la station, qui dessert le quartier d'affaires de Wall Street et porte le même nom que celle située sur la Lexington Avenue Line (métros verts) était la 56e plus fréquentée du réseau.
Au total deux services de la ligne y circulent :
- les métros 2 y transitent 24/7 ;
- les métros 3 y circulent tout le temps sauf la nuit (late nights).